# Hug II de Jaffa
Hug II de Jaffa (també mal anomenat Hug II de Le Puiset, ~1106 — ~1135) va ser comte de Jaffa, títol que va heretar del seu pare Hug I de Jaffa. La seva mare va ser Mabel de Roucy. Va protagonitzar una rebel·lió contra Folc de Jerusalem el 1134.

## Arribada a Jerusalem
Hug era fill d'Hug I de Jaffa i Mabel de Roucy. El seu pare també era conegut a França, no com Hug I, sinó com Hug II de Le Puiset, per la qual cosa de vegades Hug II de Jaffa és mal anomenat Hug II de Le Puiset (que realment era el seu pare). Segons Guillem de Tir, els seus pares van anar en peregrinació a Terra Santa durant el regnat de Balduí II de Jerusalem, i en el viatge, al seu pas per la Pulla, va néixer Hugo. No obstant això, John L. La Monte sosté que és més probable que Hug II de Le Puiset ja estigués a Terra Santa el 1106 al costat de Bohemon de Tàrent. En qualsevol cas, Hug II de li Puiset va ser nomenat comte de Jaffa com Hug I de Jaffa després de la seva arribada (en 1106 hauria estat nomenat per Balduí I de Jerusalem).
El seu pare va morir en 1122, i el seu padrastre Albert de Namur es va ocupar de l'administració del comtat fins a la seva majoria d'edat. Va ser nomenat comte de Jaffa el 1123 i es va casar amb Emma, neboda del Patriarca de Jerusalem Arnulf de Chocques i vídua d'Eustaqui de Grenier, comte de Sidó i senyor de Cesarea. Hug era parent de la reina Melisenda de Jerusalem, esposa del rei Folc de Jerusalem, ja que els seus respectius pares Hug i Balduí eren cosins; l'àvia de Melisenda, també anomenada Melisenda, va ser la germana de l'Alícia, àvia d'Hug. Entre tots dos hi havia una estreta relació, però "... es rumoreja que té massa confiances amb la reina..." (Guillem de Tir, 14.16), i va passar a tenir molt males relacions amb el rei Folc, a causa de la gelosia. També es rumorejava que Hug era massa arrogant i es negava a rendir tribut a Folc. Pel que sembla un altre dels rumors, segons Orderic Vitalis, és que Hug i altres nobles van ser ofesos per Folc, que en convertir-se en rei va portar nobles i consellers angevins, ignorant als nobles natius del regne.

## La rebel·lió contra Folc
El 1134, Hug al costat de Romà de Le Puy, senyor de Transjordania, es van rebel·lar contra Folc. Segons Guillem de Tir, el fillastre d'Hug, Gautier I de Grenier, senyor de Cesarea (fill d'Emma i el seu primer marit Eustaquí de Grenier), el va acusar d'alta traïció en una reunió de la Haute Cour. Gautier segurament ho va fer recolzat pel mateix Folc. Hug va negar els càrrecs, i es va decidir que la qüestió es resoldria en un duel. Quan va arribar el dia fixat per al combat, Hug no es va presentar, per la qual cosa va ser declarat culpable in absentia.
Hug es va aliar amb la ciutat egípcia d'Ascaló, i Folc va envair Jaffa i va assetjar la ciutat. Alguns dels vassalls d'Hug, com Balduí I de Ramla i Barisán de Ibelín, conestable de Jaffa, el van abandonar i "sàviament es van unir a si mateixos i al rei". El càstig habitual per a aquest tipus d'accions era la confiscació de béns i l'exili, però en aquest cas, potser a causa de l'alt estatus d'Hug en el regne i la seva relació amb la reina, el Patriarca Guillem de Malines va intervenir en la disputa, i Hug solament va ser exiliat tres anys.

## Intent d'assassinat
Hugo va romandre en llibertat a Jerusalem esperant un vaixell que el portés al seu exili. Un dia, mentre està jugant als daus al carrer, va ser brutalment atacat per un cavaller bretó. El cavaller va ser ràpidament detingut i condemnat:
Es va propagar el rumor que el propi Folc havia contractat al cavaller per assassinar Hug, i el poble va considerar a Hug innocent dels càrrecs d'alta traïció. Folc va ordenar "...que la llengua no haurà d'incloure's entre els membres mutilats", suposadament per no ser acusat de voler silenciar al cavaller. En qualsevol cas, el cavaller va dir haver actuat pel seu propi compte:
Folc, molt al seu pesar, no va tenir en la disputa el favor del poble.
Hug va romandre poc en el regne, el temps just de cicatritzar les seves ferides. Després es va exiliar a la Pulla, on el seu parent Roger II de Sicília el va nomenar comte de Gargan. Hugo mai va arribar a restablir-se completament, i va morir poc després de la seva arribada.

## Conseqüències
Sigui o no Fulco qui hagués contractat al cavaller bretó, Hans Mayer i altres historiadors creuen que va provocar deliberadament a Hug a rebel·lar-se per poder obtenir el control personal de Jaffa, ja que malgrat que Hug morís abans de complir els seus tres anys d'exili, els seus territoris van romandre sota domini real durant la resta del segle xii. Folc va començar la construcció de nombrosos castells, inclòs el d'Ibelín, per defensar-se de les invasions d'Egipte. Com a conseqüència de la rebel·lió, els exvassalls de Jaffa es van fer més poderosos, com per exemple la senyoria de Ramla. Els senyors d'Ibelin i Ramla o Ramallah es convertiran en peces fonamentals del regne en aquest segle.
L'episodi també va conduir a una ruptura entre Folc i Melisenda. Melisenda, de qui legalment era el regne, ja que Folc era només el seu consort, va ser recolzada per l'Església i altres nobles, i Folc i els seus partidaris van ser considerats durant algun temps com a perillosos oportunistes. Segons Guillem de Tir.

## Data de la rebel·lió
Segons Guillem de Tir i l'historiador àrab Ibn al-Qalanisi la rebel·lió d'Hugo va ser anterior a 1132,. No obstant això, la cronologia de Guillem està probablement confosa, i les referències d'al Qalanisi sobre els conflictes del regne probablement es refereixen a la disputa de Folc amb Ponç de Trípoli el 1132. Hug apareix com a comte de Jaffa en cartes datades en 1133 i 1134, i avui dia el 1134 és la data acceptada per la majoria dels estudiosos.